# Аян (село)
Ая́н (рос. Аян) — село, центр Аяно-Майського району Хабаровського краю, Росія. Адміністративний центр Аянського сільського поселення. Розташоване на мисі Льготному на березі затоки Аян Охотського моря, за 1 447 км на північ від Хабаровська. Населення — 967 осіб (2010; 1326 у 2002 році), 73 % з яких — росіяни.

## Історія
Село засноване 1843 року представником Російсько-американської компанії Дмитром Орловим як початковий пункт нового тракту, який мав з'єднати Якутськ з охотським узбережжям з метою перевезення вантажу оленячим транспортом. Шлях, який отримав назву Амгино-Аянський тракт, пролягав через Нелькан, Аїм, Усть-Маю і Амгу. Тракт побудований в 1844—1845 роках. В 1845 році в Аян переїхала Охотська факторія Російсько-американської компанії. В 1846 році поселеня отримало статус порту. Після благоустрою, налагодження поштового зв'язку тощо в 1852 році тракт був офіційно відкритий. Швидко пожвавилась торгівля. Але дуже швидко нова дорога прийшла в занепад і в 1867 році тракт було офіційно закрито. На початку 1880-х почались регулярні пароплавні рейси Аян—Владивосток, у результаті чого тракт було знову відкрито, а громадське життя відновилось.

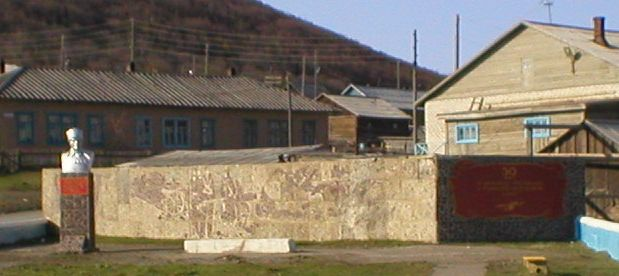
Пам'ятник та погруддя.

Під час Громадянської війни 1917—1923 років Аян став ареною бойових дій. Відгукнувшись на заклик Якутського повстання про допомогу, 6 вересня 1922 року в Аян на двох пароплавах прибуває Сибірська добровільна дружина генерала Анатолія Пепеляєва. Залишивши в селі гарнізон, вона по Амгино-Аянському тракту рушила в бік Якутська. Після розгрому, Сибірська добровільна дружина разом з Якутською народною армією під керівництвом генерала Пепеляєва повернулася в Аян 1 травня 1923 року. 17 червня того ж року в Аян вступив червоний загін під керівництвом Степана Вострецова, перед яким Сибірська добровільна дружина капітулювала. У 1924—1925 роках Аян контролювала Тунгуська республіка. В селі встановлені пам'ятник червоноармійцям, які загинули за радянську владу в 1924 році і погруддя  Степана Вострецова.
Після приходу радянської влади в селі з 10 грудня 1930 року розташовується адміністративний центр новоствореного Аяно-Майського району Охотського (Евенського) національного округу.

## Транспорт, зв'язок
Село знаходиться на значній відстані від інших населених пунктів. До села йшов Аянський тракт. До переліку крайових автошляхів входять 08 ВП РЗ 08К-4 «Аян—Нелькан», 08 ВП РЗ 08А-2 «Під'їзд до аеропорту села Аян ».
Із зовнішнім світом пов'язано цілорічно повітряним сполученням з розташованого за 12 кілометрів по дорозі на південь аеродрому, з ґрунтовою злітно-посадковою смугою довжиною 1150 метрів. У літній період є сполучення морським транспортом.
Працює мобільний зв'язок (МТС, Beeline, МегаФон).